# 雄風II型 (ミサイル)
雄風II型（ゆうふうにがた、Hsiung Feng II）は、台湾海軍の対艦ミサイル（SSM）。派生型として、巡航ミサイルタイプの雄風IIE型も開発されている。

## 概要
イスラエル・エアロスペース・インダストリーズ製のガブリエルを改良・国産化した対艦ミサイル雄風I型（雄風一型反艦飛彈）の後継となる対艦ミサイル。対外関係により供給が不安定なハープーンを置換するために開発されたミサイルであり、必然的に同規模となっている。
1983年から開発が開始され、1992年に艦対艦ミサイル型のMGB-2B、1993年に地対艦ミサイル型のMGB-2A、空対艦ミサイル型のMGB-2Cが実用化された。

## 各型の運用
地上発射型
車載型四連装発射機
艦上発射型
中華民国海軍:
成功級フリゲート/康定級フリゲート/富陽級駆逐艦（ギアリング級）/光華6号ミサイル艇（光華六號飛彈快艇）/沱江級コルベット
海巡署:
600トン級巡防救難艦
空中発射型
F-CK-1 経国/AT-3 自強（発射試験）

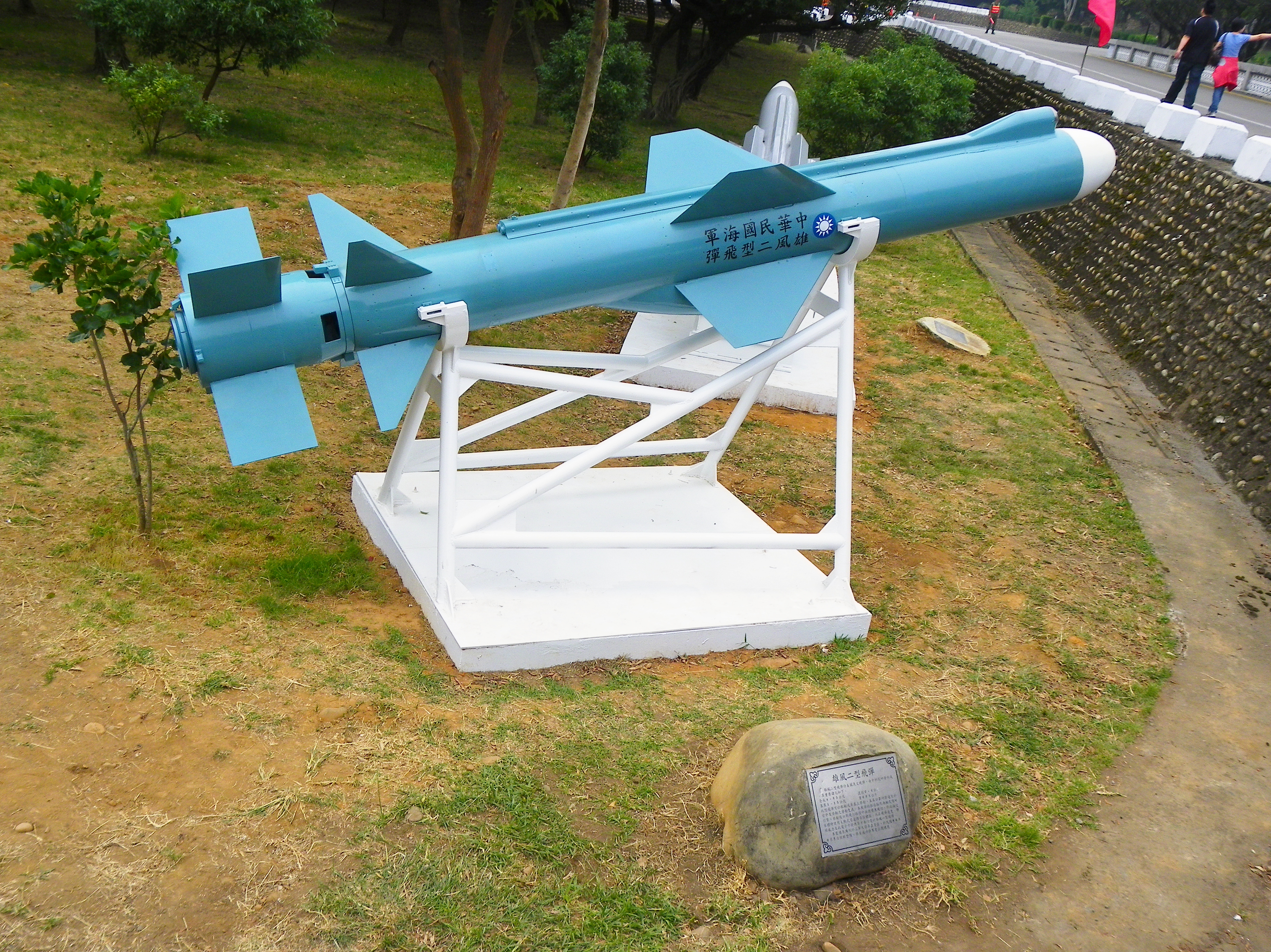
台中市烏日区の成功嶺で展示されている雄風II型ミサイル
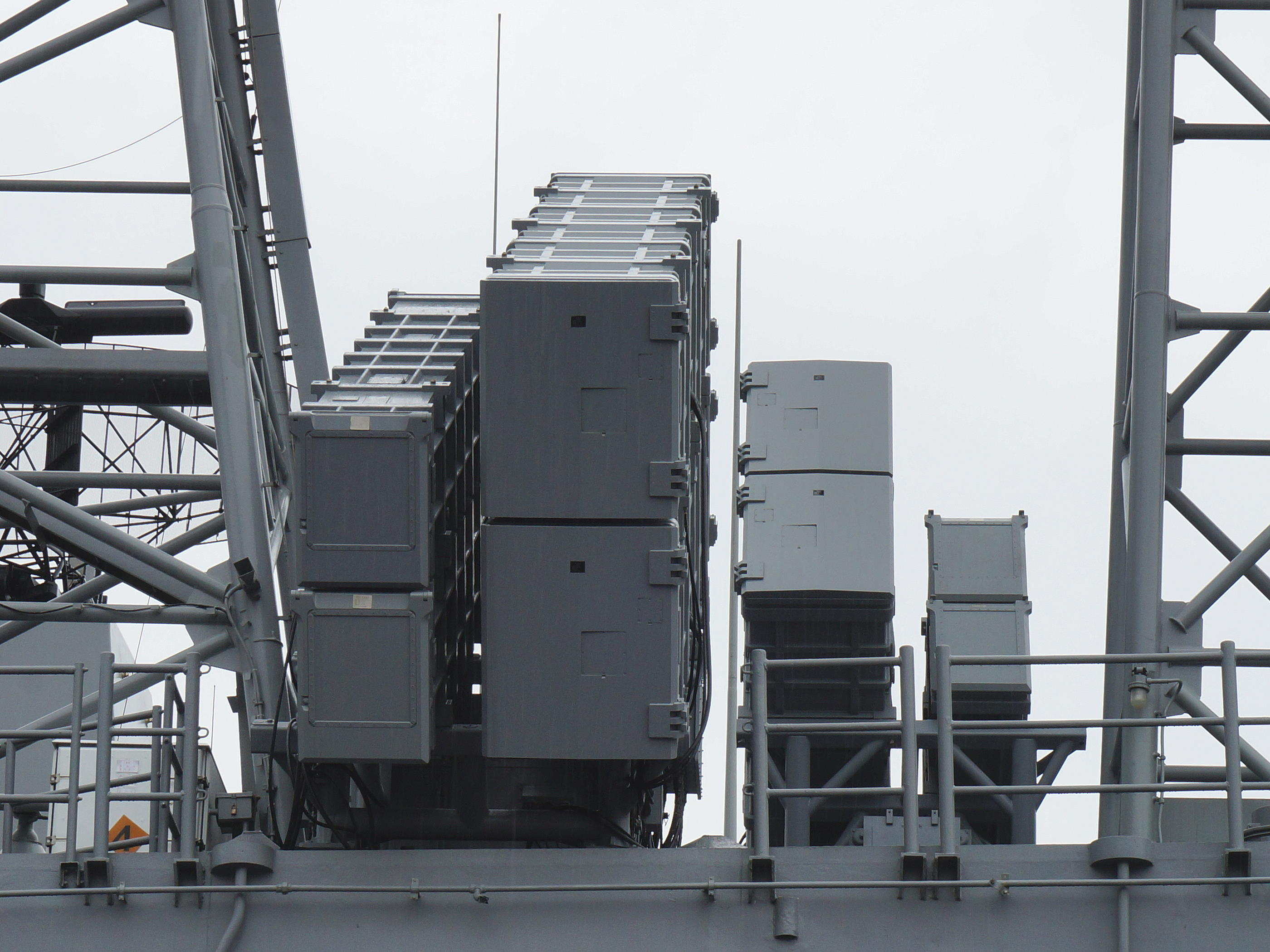
成功級フリゲート，国産の雄風II型、雄風III型SSMを搭載している
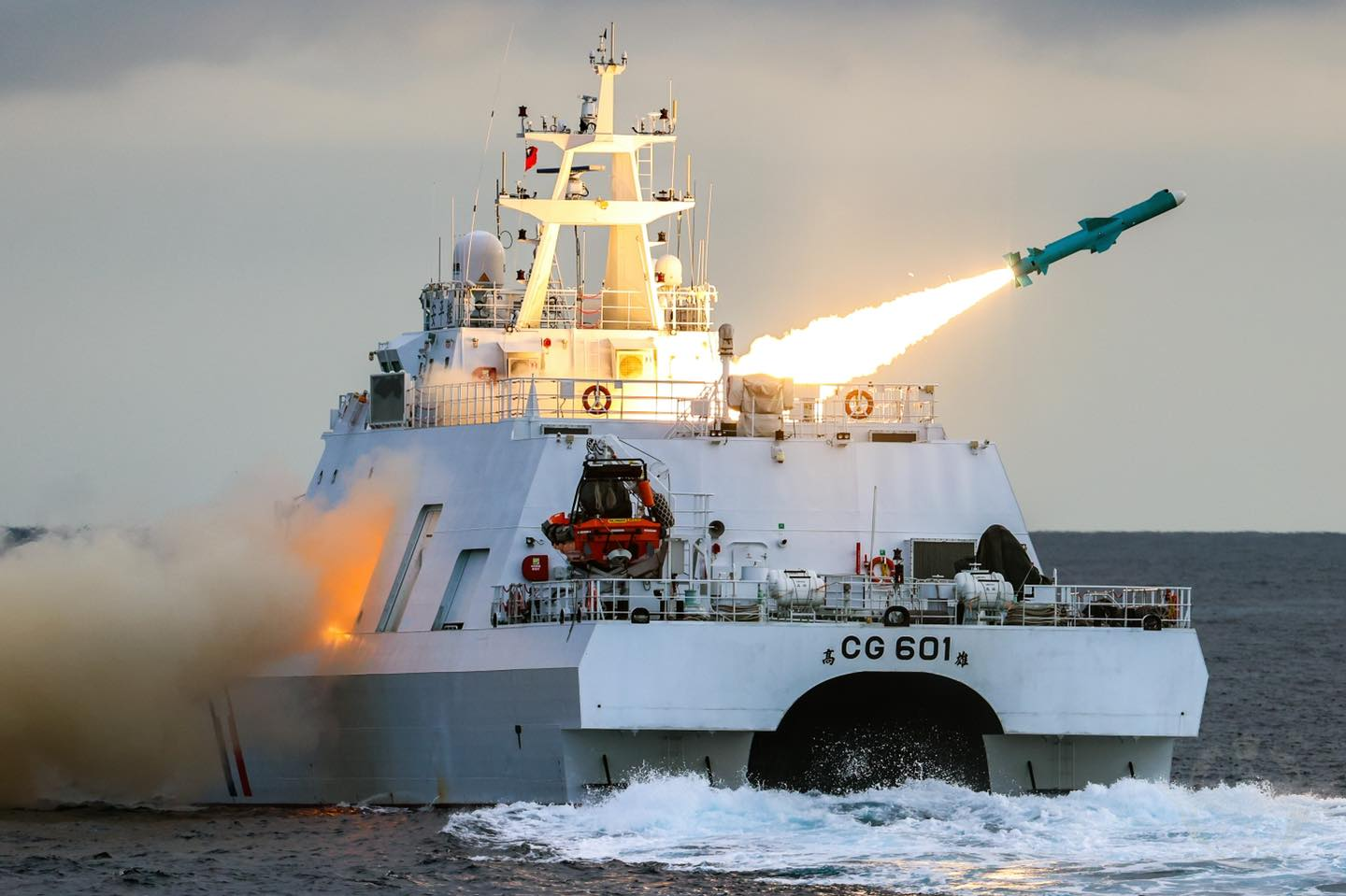
海巡署600トン級巡防救難艦「安平」発射国産の雄風II型SSM

### 雄風IIE型
2001年には、雄風II型を原型とされる巡航ミサイルの雄風IIE型（雄風二E巡弋飛彈）が発表された。射程は台湾から香港・上海などに届く1,000km以上、弾頭重量は400kg、500基を生産する予定と言われている。
2007年10月10日の双十節（中華民国建国記念日）に公開される予定だったが、台中軍事バランスの悪化をアメリカが懸念したことにより、公開されなかった。
2008年に誕生した馬英九政権は、雄風IIE型を含む射程1,000km以上のミサイル開発を、中台関係改善を進めるため一旦停止したとされていたが、2010年3月に中距離地対地ミサイル・巡航ミサイルの開発が進められていることが明らかにされた。

## 仕様
射程は43.2海里、弾頭重量は190kgとされており、どちらもハープーンよりかなり少ないものとなっているが、レーダーに加え赤外線センサを併用するシーカーや自己鍛造弾頭の採用など、独自の工夫がこらされている。エンジンは、フランスチュルボメカ製のミクロチュルボTRI-60。
円筒形のキャニスター/ランチャーを使用するハープーンと異なり、雄風II型はトマホーク巡航ミサイルのそれを思わせる箱型で、成功級フリゲートなどの甲板上に見ることができる。